# Joan Bonacolsi
Joan Bonacolsi conegut per "Gambagrossa" fou fill de Pinamonte Bonacolsi. Fou membre del consell comunal de Màntua el 1272, i podestà de la ciutat el 1272, 1275, 1281 i 1288. El 1287 va ingressar a l'Orde Teutònic.
Va morir a Màntua el 1288.
Va deixar cinc fills: Bonaventura Bonacolsi, Guiu Bonacolsi, Rinald Bonacolsi, Berard Bonacolsi i Samaritana.